# Гель (міфологія)

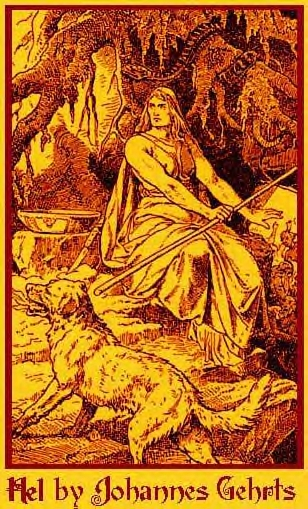

Гель (давньоскан. Hel — «та, що покриває») — в германо-скандинавській міфології богиня підземного світу, Гельгейм і Ніфльгейм. Гель згадується у Молодшій та Старшій Еддах, а також в сагах Гейскімрінґла, сагах про Еґіля. В Еддах та інших сагах вказано на її походження: вона була дочкою Локі та велетки Анґрбоди, народженою поряд з чудовиськами Фенріром та Йормунґандом у Ярнвідському лісі.
Вона перебуває в залі Еліуднір. Ґанґлаті та Ґанґлот її слуги. Також правительці підземного царства прислуговує Ґарм — величезний пес, який охороняє вхід до Гельгейму.
Існує багато наукових теорій, що Гель можна порівняти з індоєвропейськими богинями Бгавані, Калі та Магакалі.

## Етимологія
Термін «Гель» має прив'язку до усіх давньогерманських мов, включно староанглійський hell (пекло). Старофризький термін helle, давньосаксонський hellia, старогерманський hella, готський halja берут початок від реконструйованого іменника *xaljō або *haljō («приховане місце, підземний світ»). Зв'язаний давньогерманський термін xalja-rūnō, що бере початок від латинізованого готського haliurunnae («відьма»), давноанглійського helle-rúne («чаклунка, некромант»). Протогерманський термін xalja-wītjan (або halja-wītjan) утворене з давньоскандинавського терміна hel-víti, що дослівно означає «пекло».

## Старша та Молодша Едда
В прозовій Едді правителька Гельгейму описана, як велетка, яку Одін вкинув Гельгейм та надав їй владу панувати над дев'ятьма світами, аби давати притулок усім загиблим від хвороб та похилого віку. Високий (Одін) розповідає в «Видіннях Гюльві» про її панування в царстві мертвих, та описує Гельгейм як місце з високими стінами і величезними воротами. Éljúðnir — її зала, Голод — її страва, вхідний поріг — спотикання, а фіранки — блискучі. Високий описує Гель як «напівчорного кольору, напівтілесного», окрім того вона «жорстока та пригнічена».
Також у 49 розділі описується, як після смерті Бальдра аси вирішили відіслати до Гель Гермода, аби він визволив Бальдра з тенет підземного царства. Гель дозволяє Бальдру повернутися, якщо кожна жива душа плакатиме за ним, але якщо хтось буде проти нього, то він залишиться в Гельгеймі назавжди. Але один йотун Токк не плакав та не горював за Бальдром, відказавши: «Нехай Гель тримає те, що у неї є».
У «Пророцтвах вьольви» згадується про зали Гельгейму, у «Пісні про Велунда» Сіґурд стоїть біля поранного Фафніра та стверджує, що він лежить там, де Гель може взяти його. Також часто вживається вираз: «Піти до Гель», що означає «померти». Поетична Едда також згадує, що мандрівники в Гельгейм повинні пройти повз її охоронця Ґарма — величезного сторожового собаку.
Гель уособлює смерть і під час мору та чуми їде на триногому коні та душить людей. Тому під час мору говорять, що «Гель розгулялася», а коли вночі гавкають собаки: «Собаки чують Гель». Коли розпочинаються хвороби, кажуть «Гель прийшла», а коли відступають — «Гель вигнали», коли хтось важкохворий, кажуть, що в "нього хельсот (невиліковна хвороба).

## Рагнарок
Правителька Гельгейму також фігурує у міфах про Рагнарок, що віщує загибель богів. У часи кінця, коли Локі, Гель, велетні з Йотунгейму та інші чудовиська пліч-о-пліч з мертвими битимуться з асами.
Також під час кінця світу з Гельгейму курсуватиме корабель Наґльфар, що зроблений з необстрижених нігтів мерців.
Як сказано в Старшій Едді:
52Сурт ïде з півдня
з губителем листя, сяють мечі
на сонці богів,
гори зіткнулися,
відьми погинули,
крокують в Хель люди,

тріснуло небо. — Переклад В. Кривоноса
Король шведів Диґґве, із роду Інґлінґ, помер в ліжку, тож не потрапив до Вальгалли. Таким чином Гель отримала чоловіка королівської крові.

## Інші імена
- Гела
- Гелл